# Ехестрат
Ехестрат (на старогръцки: Ἐχέστρατος, Echestratos, на латински: Archestratus) е в гръцката митология цар на Спарта през 11 век пр.н.е. (ок. 1059 – 1025 пр.н.е. или 900 – 870 пр.н.е.), третият цар от династията Агиди.
Той е син на Агис I и внук на Евристен. Баща е на Лабот.
Ехестрат води война против Кинурия (Cynuria), наследниците на Кинур (Cynurus, Kynouros), и прогонва всички мъже на възраст да носят оръжие, понеже те често правили грабежни походи в съюзната Арголската страна.
Според Йероним той управлява 35 години. Според Excerpta Latina Barbari той управлява 34 години. След неговата смърт на трона се възкачва неговият син Лабот.